# Sylvan Ebanks-Blake
Sylvan Ebanks-Blake (Cambridge, 19 maart 1986) is een Engelse profvoetballer die onder contract staat bij Halesowen Town FC.
Ebanks-Blake werd in de seizoenen 2007-08 en 2008-09 topscorer in de Engelse Football League Championship. Hij promoveerde met Wolverhampton Wanderers FC in het seizoen 2008-2009 naar de Premier League. Ebanks-Blake speelde hiervoor bij Plymouth Argyle waarna hij voor £1.5 miljoen naar Wolverhampton Wanderers FC vertrok waar hij een contact voor 4,5 jaar tekende.

## Statistieken
| Seizoen | Club                       | Land     | Competitie               | Duels | Doelp. |
| ------- | -------------------------- | -------- | ------------------------ | ----- | ------ |
| 2004/05 | Manchester United FC       | Engeland | Premier League           | 0     | 0      |
| 2005/06 | → Royal Antwerp FC         | België   | Proximus League          | 9     | 4      |
| 2006/07 | Plymouth Argyle FC         | Engeland | Championship             | 41    | 10     |
| 2007/08 | Plymouth Argyle FC         | Engeland | Championship             | 25    | 11     |
| 2007/08 | Wolverhampton Wanderers FC | Engeland | Championship             | 20    | 12     |
| 2008/09 | Wolverhampton Wanderers FC | Engeland | Championship             | 41    | 24     |
| 2009/10 | Wolverhampton Wanderers FC | Engeland | Premier League           | 23    | 2      |
| 2010/11 | Wolverhampton Wanderers FC | Engeland | Premier League           | 30    | 7      |
| 2011/12 | Wolverhampton Wanderers FC | Engeland | Premier League           | 23    | 1      |
| 2012/13 | Wolverhampton Wanderers FC | Engeland | Championship             | 40    | 13     |
| 2013/14 | Ipswich Town FC            | Engeland | Championship             | 9     | 0      |
| 2014/15 | Preston North End FC       | Engeland | League One               | 9     | 1      |
| 2015/16 | Chesterfield FC            | Engeland | League One               | 33    | 10     |
| 2016/17 | Chesterfield FC            | Engeland | League One               | 13    | 2      |
| 2016/17 | Shrewsbury Town FC         | Engeland | League One               | 7     | 0      |
| 2017/18 | AFC Telford United         | Engeland | National League North    | 6     | 2      |
| 2018/19 | Halesowen Town FC          | Engeland | Southern Football League | 0     | 0      |
| Totaal  | Totaal                     | Totaal   | Totaal                   | 329   | 99     |